# Rodnande veckskivling
Rodnande veckskivling (Leucoagaricus americanus) är en svampart som först beskrevs av Peck, och fick sitt nu gällande namn av Vellinga 2000. Rodnande veckskivling ingår i släktet Leucoagaricus och familjen Agaricaceae.  Arten är reproducerande i Sverige. Inga underarter finns listade i Catalogue of Life.